# Pałac Gubernatoratu w Watykanie
Pałac Gubernatoratu – budynek w Watykanie, pełniący m.in. rolę siedziby Papieskiej Komisji ds. Państwa Watykańskiego.
Pałac został wybudowany w latach 1927–1931, a jego architektem był Giuseppe Momo. 5 listopada 1943 roku, podczas II wojny światowej, obiekt został trafiony bombą lotniczą; powstałe szkody zostały później naprawione. Budynek stoi na terenie Ogrodów Watykańskich, za bazyliką św. Piotra. Obiekt jest siedzibą Papieskiej Komisji ds. Państwa Watykańskiego, Gubernatoratu Państwa Watykańskiego, a także Poczty Watykańskiej.